# Dendrerpetontidae
I Dendrerpetontidi (Dendrerpetontidae) sono una famiglia estinta di anfibi Temnospondyli, vissuti nel Carbonifero.
Comprende i seguenti generi:
- Erpetocephalus †
- Eugyrinus †
- Balanerpeton †
- Dendrerpeton †